# Morishitium dumetellae
Morishitium dumetellae är en plattmaskart. Morishitium dumetellae ingår i släktet Morishitium och familjen Cyclocoelidae. Inga underarter finns listade i Catalogue of Life.